# John Santander
John Antonio Santander Plaza (Combarbalá, Región de Coquimbo, Chile, 15 de mayo de 1994) es un futbolista chileno. Juega como lateral actualmente se encuentra en Deportes Copiapó de la Primera B de Chile.

## Trayectoria
Debutó el 9 de septiembre de 2012 en un partido contra Santiago Wanderers por Copa Chile 2012-13, por esta misma competición participa contra Unión La Calera y Santiago Morning jugando así 3 de los 6 partidos de la fase de grupos. El 7 de octubre de 2012 debuta en primera división contra Deportes Antofagasta. En febrero de 2013 parte a préstamo a Deportes La Serena, hasta mayo del mismo año, donde tras haber obtenido un pobre y magro desempeño fue traspasado en cesión. 

## Clubes
| Club                          | País  | Año       |
| ----------------------------- | ----- | --------- |
| Universidad de Chile          | Chile | 2012-2015 |
| → Deportes La Serena (cedido) | Chile | 2013      |
| → Barnechea (cedido)          | Chile | 2013-2015 |
| Huachipato                    | Chile | 2015-2017 |
| → San Luis (cedido)           | Chile | 2016-2017 |
| Deportes Temuco               | Chile | 2017-2018 |
| Cobresal                      | Chile | 2019-2021 |
| Deportes Iquique              | Chile | 2021      |
| Deportes Recoleta             | Chile | 2022      |
| Santiago Wanderers            | Chile | 2023      |
| Santiago Morning              | Chile | 2024      |
| Deportes Copiapó              | Chile | 2025-Act. |

## Palmarés

### Campeonatos nacionales
| Título           | Club                 | País  | Año     |
| ---------------- | -------------------- | ----- | ------- |
| Primera División | Universidad de Chile | Chile | 2012-A  |
| Copa Chile       | Universidad de Chile | Chile | 2012-13 |